# Gestoorde hengelaar

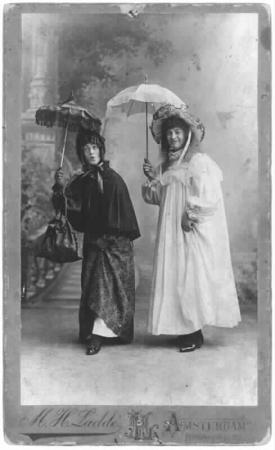
Lion Solser et Piet Hesse.

Gestoorde hengelaar (Disturbed Angler en anglais, Le Pêcheur dérangé en français) fut le premier film muet néerlandais de fiction.

## Le film
Il s'agissait d'une comédie avec Lion Solser (en) et Piet Hesse (en), acteurs de théâtre qui étaient alors bien connus.
Ce film est aujourd'hui considéré comme perdu.

## Réalisation et production
Il fut réalisé par M.H. Laddé et produit par la Eerst Nederlandsch Atelier tot het vervaardigen van Films voor de Bioscoop en Cinematograaf van M.H. Laddé en J.W. Merkelbach, en 1896.

## Distribution
Il fut projeté pour la première fois en 1896 par Christiaan Slieker à Leeuwarden,.